# 6311-es mellékút (Magyarország)
A 6311-es számú mellékút egy 7,5 kilométer hosszú, négy számjegyű mellékút Fejér vármegye és Tolna vármegye határvidékén. Vajta és Pálfa között húzódik, összekötve ez utóbbi települést a 63-as főúttal.

## Nyomvonala
A 63-as főútból ágazik ki, annak 37. kilométerénél, a Fejér vármegyei Vajta központjában, ahonnan nyugat felé indul, Pálfai út néven. Mintegy 400 méter után kilép a község lakott területéről, 1,4 kilométer után keresztezi a MÁV 46-os számú Sárbogárd–Bátaszék-vasútvonalát, Vajta vasútállomás északi részén, előtte pár lépéssel kiágazik belőle dél felé a 63 311-es út, ami az állomást szolgálja ki.
Pontosan 2,5 kilométer után keresztezi a Sárvíz folyását, majd 3,6 kilométer után átlép Tolna vármegyébe, a Paksi járáshoz tartozó Pálfa területére. 3,8 kilométer után áthalad a Sió felett is, majd rögtön belép Pálfa lakott területére, ahol az Arany János utca nevet veszi fel. 4,3 kilométer után, egy közel derékszögű irányváltás után Fő utca lesz a neve, később még viseli a Petőfi Sándor utca és a Teleki utca neveket is. Ez utóbbi néven hagyja el a település lakott területeit, délnyugati irányban, 5,9 kilométer után. A 6317-es útba beletorkollva ér véget, annak 35+600-as kilométerszelvényénél.
Teljes hossza, az országos közutak térképes nyilvántartását szolgáló kira.gov.hu adatbázisa szerint 7,505 kilométer.